# Robert Condon

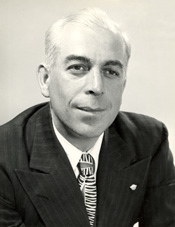
Robert Concon

Robert Likens Condon (* 10. November 1912 in Berkeley, Kalifornien; † 3. Juni 1976 in Walnut Creek, Kalifornien) war ein US-amerikanischer Politiker. Zwischen 1953 und 1955 vertrat er den Bundesstaat Kalifornien im US-Repräsentantenhaus.

## Werdegang
Robert Condon besuchte die öffentlichen Schulen seiner Heimat und studierte danach bis 1934 an der University of California in Berkeley. Nach einem anschließenden Jurastudium an derselben Universität und seiner 1938 erfolgten Zulassung als Rechtsanwalt begann er in diesem Beruf zu arbeiten. Im Jahr 1938 gab er die juristische Fachzeitschrift „California Law Review“ heraus. Von 1938 bis 1942 war er Anwalt für das National Labor Relations Board, eine bundesweite Kommission, die sich mit Arbeitsbeziehungen befasste. Im Jahr 1942 arbeitete er für die Preisstabilisierungskommission in Kalifornien und die Staaten der Westküste. Zwischen 1942 und 1946 diente Condon während des Zweiten Weltkrieges als Soldat einer Infanterieeinheit in der US Army. Dabei war er in Frankreich, Belgien und Deutschland eingesetzt. Für seine militärischen Verdienste wurde er unter anderem mit dem Silver Star ausgezeichnet. Nach dem Krieg praktizierte Condon wieder als Anwalt. Gleichzeitig schlug er als Mitglied der Demokratischen Partei eine politische Laufbahn ein. Zwischen 1948 und 1952 war er Abgeordneter in der California State Assembly.
Bei den Kongresswahlen des Jahres 1952 wurde Condon im sechsten Wahlbezirk von Kalifornien in das US-Repräsentantenhaus in Washington, D.C. gewählt, wo er am 3. Januar 1953 die Nachfolge von George Paul Miller antrat. Da er im Jahr 1954 nicht bestätigt wurde, konnte er bis zum 3. Januar 1955 nur eine Legislaturperiode im Kongress absolvieren. Diese waren von den Ereignissen des Koreakrieges geprägt. Nach dem Ende seiner Zeit im US-Repräsentantenhaus betätigte sich Condon wieder als Rechtsanwalt. Er starb am 3. Juni 1976 in Walnut Creek.